# Nyanko Days
Nyanko Days (にゃんこデイズ?, Nyanko deizu) è un manga yonkoma scritto e disegnato da Tarabagani, serializzato sul Comic Cune di Media Factory dal 27 agosto 2014. Un adattamento anime, prodotto da EMT Squared, è stato trasmesso in Giappone tra l'8 gennaio e il 26 marzo 2017.

## Personaggi
Yūko Konagai (小長井 友子?, Konagai Yūko)
Doppiata da: Akari Uehara
Maa (まー?)
Doppiata da: Ibuki Kido
Shii (しー?)
Doppiata da: Erii Yamazaki
Rō (ろー?)
Doppiata da: Mikako Komatsu
Azumi Shiratori (白鳥 あづみ?, Shiratori Azumi)
Doppiata da: Naomi Ōzora
Elza (エルザ?, Eruza)
Doppiata da: Mayu Udono
Ran Iketani (池谷 嵐?, Iketani Ran)
Doppiata da: Kazusa Aranami

## Media

### Manga
Il manga, scritto e disegnato da Tarabagani, ha iniziato la serializzazione sulla rivista Comic Cune di Media Factory il 27 agosto 2014. Due volumi tankōbon sono stati pubblicati rispettivamente il 26 dicembre 2015 e il 24 dicembre 2016.

#### Volumi
| Nº | Data di prima pubblicazione | Data di prima pubblicazione | Data di prima pubblicazione |
| Nº | Giapponese                  | Giapponese                  |                             |
| -- | --------------------------- | --------------------------- | --------------------------- |
| 1  | 26 dicembre 2015            | ISBN 978-4-04-068032-3      |                             |
| 2  | 24 dicembre 2016            | ISBN 978-4-04-068732-2      |                             |

### Anime
Annunciato il 27 settembre 2016 sul sito del Comic Cune, un adattamento anime, prodotto da EMT Squared e diretto da Yoshimasa Hiraike, è andato in onda dall'8 gennaio al 26 marzo 2017. La sigla è Nyanko is love! (にゃんこ is L♥VE！?) del duo Everything, formato dalle doppiatrici Ibuki Kido ed Erii Yamazaki. In tutto il mondo, ad eccezione dell'Asia, gli episodi sono stati trasmessi in streaming in simulcast, anche coi sottotitoli in italiano, da Crunchyroll.

#### Episodi
| Nº | Titolo italiano Giapponese 「Kanji」 - Rōmaji                         | In onda          | In onda |
| Nº | Titolo italiano Giapponese 「Kanji」 - Rōmaji                         | Giapponese       |         |
| 1  | Io e le mie micette 「私と、にゃんこ達」 - Watashi to, nyanko-tachi   | 8 gennaio 2017   |         |
| 2  | Weekend con le micine 1 「ネコとの休日1」 - Neko to no kyūjitsu 1     | 15 gennaio 2017  |         |
| 3  | Weekend con le micine 2 「ネコとの休日2」 - Neko to no kyūjitsu 2     | 22 gennaio 2017  |         |
| 4  | Yuuko e Azumi 「友子とあづみ」 - Yūko to Azumi                        | 29 gennaio 2017  |         |
| 5  | La prima uscita assieme 「はじめての寄り道」 - Hajimete no yorimichi  | 5 febbraio 2017  |         |
| 6  | Azumi e Elsa 「あづみとエルザ」 - Azumi to Eruza                      | 12 febbraio 2017 |         |
| 7  | Vita da micette 1 「ネコたちの日常1」 - Neko-tachi no nichijō 1       | 19 febbraio 2017 |         |
| 8  | Vita da micette 2 「ネコたちの日常2」 - Neko-tachi no nichijō 2       | 26 febbraio 2017 |         |
| 9  | Il suo nome è Ran 「その名は、嵐」 - Sono na wa, Ran                  | 5 marzo 2017     |         |
| 10 | Segreti e tsundere 「秘密とツンデレ」 - Himitsu to tsundere           | 12 marzo 2017    |         |
| 11 | Andiamo alla festa di paese 「お祭りに行こうよ」 - Omatsuri ni ikō yo | 19 marzo 2017    |         |
| 12 | Con le mie micette 「にゃんこ達と一緒に」 - Nyanko-tachi to issho ni  | 26 marzo 2017    |         |